# Alan Bray
Alan Bray (* 13. Oktober 1948 in Hunslet, Leeds; † 25. November 2001) war ein britischer Historiker und Aktivist für Schwulenrechte.

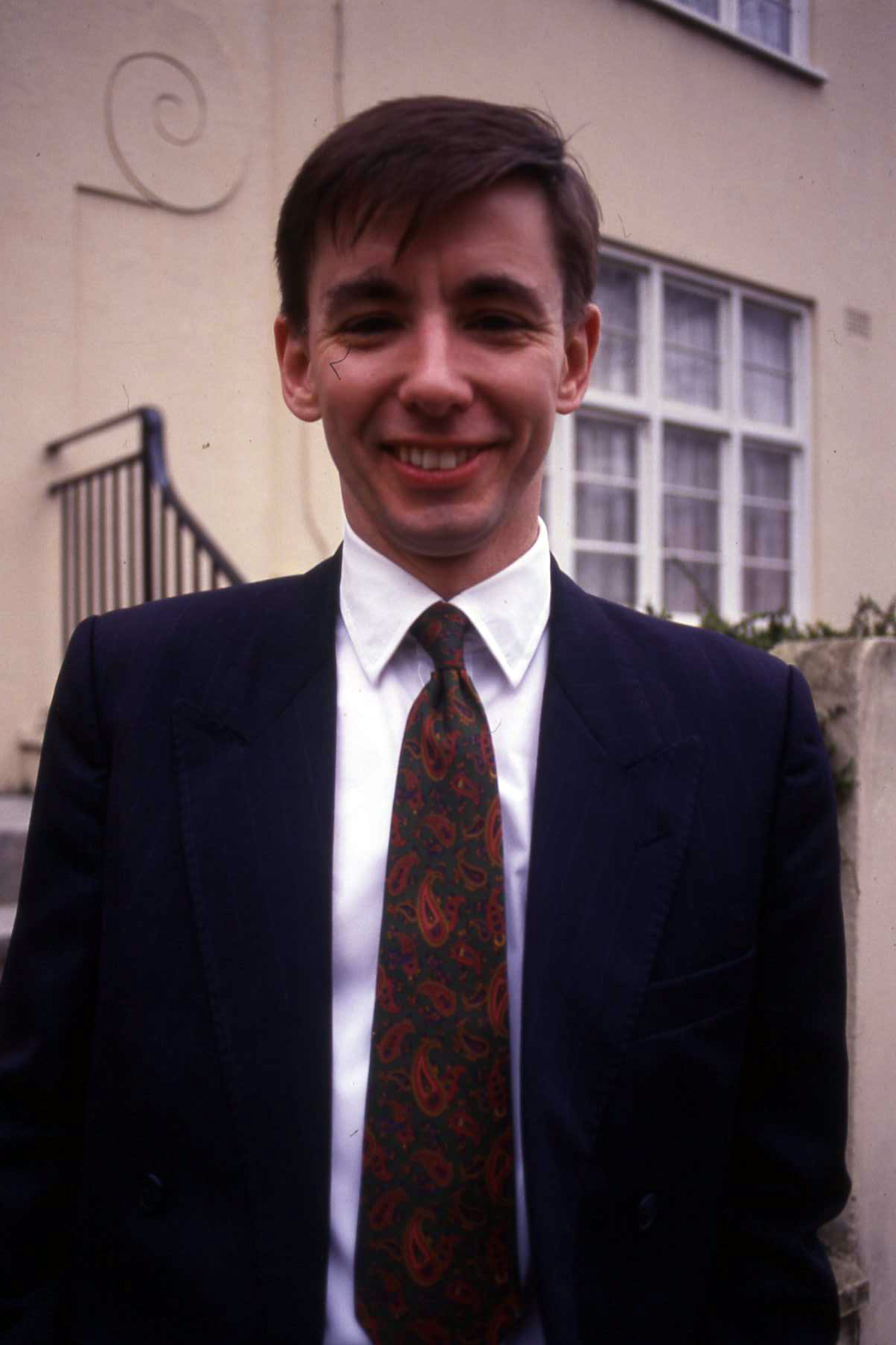
Alan Bray 1991

## Leben
Bray wuchs in erheblicher wirtschaftlicher Not auf; seine Mutter starb, als er 12 Jahre alt war. Nach seiner Ausbildung an der Central High School in Leeds, wo er seinen Lebensgefährten Graham Wilson kennenlernte, studierte er an der Bangor University Geschichte. Sein Buch Homosexuality in Renaissance England, das 1982 erstmals veröffentlicht wurde und in weiteren Auflagen erschien, gilt als „ein Klassiker der akribischen Forschung und des unabhängigen Denkens über die Ursprünge der modernen schwulen Identität.“
Nach einem Jahr in einem anglikanischen Priesterseminar machte Bray Karriere in der britischen Finanzverwaltung, wo er im Team von Derek Rayner tätig war. 1984/85 entstand während eines Sabbaticals am Nuffield College in Oxford sein zweites Buch The Clandestine Reformer: A Study of the Rayner Scrutinies (1988).
Bray war Gründungsmitglied der Gay History Group. Der Erfolg seines ersten Buches führte zu größerer Anerkennung, und er veröffentlichte zwei wichtige Artikel über Männerfreundschaften im History Workshop Journal, dessen Herausgeber er von 1994 bis 1997 war. Zum Sammelband Queering the Renaissance von Jonathan Goldberg, Michèle Aina Barale, Michael Moon und Eve Kosofsky Sedgwick 1994 trug er das Kapitel Homosexuality and the Signs of Male Friendship in Elizabethan England bei.
1996 ging er nach einer schweren Krankheit und einer HIV-Diagnose in den Vorruhestand, wo er sich weiter seinen historischen Studien zu LSBTI-Themen widmete. Er wurde Fellow des Birkbeck College in London und wurde zu Vorträgen an amerikanischen und australischen Universitäten eingeladen. Sein letztes Buchprojekt, The Friend, erschien postum und untersuchte gleichgeschlechtliche Verwandtschaftszeremonien und -verbindungen, die die Kultur vormoderner Gesellschaften durchdrungen haben.

## Wirkung
Bray galt als der „progressive Pionier der Geschichte der Homosexualität im frühneuzeitlichen England.“ Die britischen Historiker Michael Hunter, Miri Rubin und Laura Gowing gaben 2005 das Buch Love, Friendship and Faith in Europe, 1300–1800 heraus, einen Sammelband mit Essays inspiriert von Brays Idee, eine universelle Komponente der Homosexualität in den Erfahrungen von Intimität und Freundschaft zu finden, ohne „einen Diskurs zu verorten, der Personen als homosexuell identifiziert“. Valerie Traub stellte dort ausführlich das historische Konzept von Bray vor.
Nick Rumens Buch Queer Company: The Role and Meaning of Friendship in Gay Men's Work Lives (2011) wurde gleichfalls von Brays Ansatz geprägt.

## Werke (Auswahl)
- Homosexuality in Renaissance England (Gay Men's Press, 1982, ISBN 978-0-907040-16-3)
- The Friend (University of Chicago Press, 2002, ISBN 978-0-226-07180-0)
- The Clandestine Reformer: A Study of the Rayner Scrutinies. Strathclyde Papers in Government and Politics 5 (1988)